# Gymnastes shirakii
Gymnastes shirakii är en tvåvingeart som först beskrevs av Alexander 1920.  Gymnastes shirakii ingår i släktet Gymnastes och familjen småharkrankar. Inga underarter finns listade i Catalogue of Life.